# Josef Laurenz Kunz
Josef Laurenz Kunz (primeiro de abril de 1890 – 5 de agosto de 1970) foi um jurista e advogado Austríaco-Americano. Foi professor de Direito Internacional na Universidade de Toledo de 1934 a 1960, após ter emigrado da Áustria em 1932. Kunz obteve seu doutorado em 1920, da Universidade de Viena, onde foi aluno de Hans Kelsen.

## Juventude e Educação
Josef Laurenz Kunz nasceu em Viena no dia primeiro de abril de 1890, filho de um médico renomado. Cumpriu um ano de serviço militar em 1908 antes de iniciar seus estudos de direito na Universidade de Viena. Continuou seus estudos na University College London, em Londres, e na Sorbonne, em Paris, de 1912 a 1914, onde assistiu palestras de Louis Renault e Henri Bergson, entre outros. Durante os quatro anos da Primeira Guerra Mundial, Kunz serviu no front como comandante de seu esquadrão. Após a Guerra, retomou seus estudos em Viena, onde obteve seu doutorado em ciências políticas e conheceu Hans Kelsen e sua teoria pura do direito. Kunz escreveu, em Das Problem von der Verletzung der belgischen Neutralität (O Problema da violação da neutralidade Belga) que "a teoria pura do direito tem sido fundamental ao meu trabalho de direito internacional". Entre 1925 e 1928, escreveu duas edições de Die Voelkerrechtliche Option. Foi professor da Universidade de Viena de 1927 a 1932, ano em que emigrou aos Estados Unidos.
Nos Estados Unidos, continuou com suas contribuições prolíficas ao direito internacional, e desenvolveu um interesse pela filosofia jurídica Latino-Americana, publicando várias monografias na língua castelhana. Foi eleito ao conselho de editores do American Journal of International Law (Jornal Americano de Direito Internacional) em 1944, ao qual contribuiu com comentários e artigos críticos, construtivos, e lúcidos em questões de direito internacional e teoria jurídica, que sempre o interessaram. Publicou mais de 600 críticas de livro e em 1948 publicou Latin-American Legal Philosophy (Filosofia Jurídica Latino-Americana).
Em 1957, foi eleito associado do Institut de Droit International (Instituto de Direito Internacional), e tornou-se membro em 1965. Porém, em 1969, teve de renunciar por causa de sua saúde frágil. Em 1968, publicou The Changing Law of Nations (O Direito Mutante das Nações), obra que contém seus principais trabalhos de direito internacional.
Foi professor da Universidade de Toledo de 1934 até a sua aposentadoria. Morreu no dia 5 de agosto de 1970, e foi posteriormente declarado Doctor Honoris Causa pela Universidade Nacional do México.

## Obras Destacadas
- Die Voelkerrechtliche Option (2 vols., 1925–28)

- Kriegsrecht und Neutralitaetsrecht (1935)
- The Mexican Expropriations (1940)
- Latin-American Legal Philosophy (1948)
- The Changing Law of Nations (1968)